# Kastellan
Kastellan (franska: châtelain; latin: castellanus), var i äldre tider den som förde befälet på ett kastell och kallades även borggreve, borgfogde eller slottshövitsman. Numera är det en benämning på en tillsyningsman på ett slott eller slottsvaktmästare.
I Polen hade en kastellan länge hög status. Kung Bolesław Chrobry inrättade i landets kretsar (kastellanier), kastellaner som bland annat skulle upprätthålla lag och ordning, ordna och leda krigsstyrkor samt förvalta kungsgårdarna. Från 1500-talet utgjordes senaten av kastellaner tillsammans med vojevoder och biskopar. Titeln "kastellan av Krakow" var den finaste i landet.